# Ficus rubiginosa
Il fico di Port Jackson o fico ruggine (Ficus rubiginosa Desf. ex Vent.) è un albero della famiglia delle Moraceae, nativo della regione costiera della Australia orientale.
La specie è importante per l'habitat e la vita della fauna selvatica. 
Come tutti i fichi, ha bisogno di un particolare insetto per l'impollinazione e la fecondazione dei fiori e quindi della maturazione dei frutti.

## Descrizione
È pianta in origine epifita, sempreverde, ma facilmente diventa individuo singolo, cioè con fusto proprio, o rupicolo, vivente cioè su rocce o rupi, con le radici a volte incastrate in fessure o spaccature di muri, anche in ambiente urbano.
Per la sua resistenza e bellezza è utilizzato come pianta decorativa in giardini pubblici nelle città della costa orientale dell'Australia.
È un albero a lenta crescita. Da adulto, si può raggiungere i 7-15 metri, formando una macchia fitta di foglie.
Salvo la dimensione più modesta assomiglia molto al fico di Moreton Bay (Ficus macrophylla) da cui si distingue per i fichi rossi e più piccoli, e con foglie più piccole e colorate color ruggine al ventre (da cui il nome di “fico ruggine”).
Nei climi caldi e umidi, i rami più bassi possono emettere radici aeree che poi affondano nel terreno, in analogia ad altri fichi come il macrophylla.

## Biologia
L'insetto impollinatore di Ficus ruginosa è l'imenottero agaonide Pleistodontes imperialis.
Gli insetti vivono all'interno di galle prodotte all'interno dei frutti. I maschi escono un poco prima delle femmine dalle galle in epoca di sciamatura, aiutano le femmine a uscire delle galle e si accoppiano con esse, quindi muoiono. Le femmine fecondate che sciamano ed hanno il corpo coperto di polline raccolto involontariamente nella regione dell'ostiolo, devono deporre le loro uova, ed hanno 48 ore di tempo per farlo in un altro siconio (fico) di una fioritura del fico successiva. La vespa femmina fecondata entra nel siconio in fioritura attraverso l'ostiolo. Spostandosi sui fiori all'interno del siconio impollina un certo numero di fiori femminili, e depone le uova all'interno degli ovari di alcuni fiori.
Le piccole larve della vespa inducono la formazione di galle negli ovari, e qui si sviluppano.

## Usi
L'albero è usato come ornamentale comune in Australia orientale, parti della Nuova Zelanda, Hawaii e California e nelle isole degli Stati Uniti, dove è classificato come specie invasiva in alcune zone.
È coltivata in parchi e giardini in luoghi caldi dell'Europa ed anche in Italia, dove non si riproduce per semi (mancando l'insetto impollinatore).
È usato come bonsai perché è durevole, resistente e facile da lavorare.
È facilmente moltiplicabile per talea di ramo.